# Nguyễn Huỳnh Đức

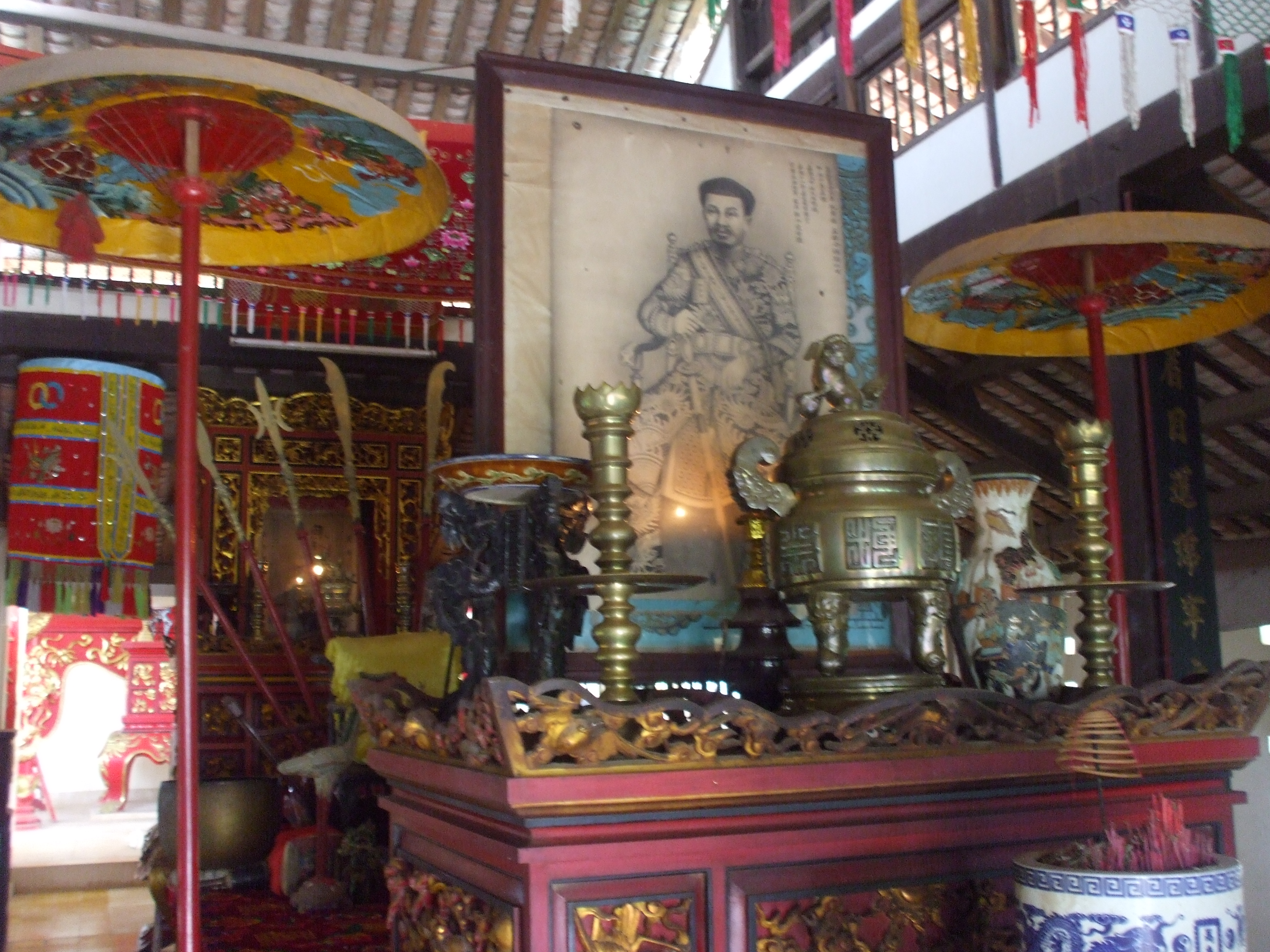
Bàn thờ Nguyễn Huỳnh Đức tại khu đền mộ ở Tân An.

Nguyễn Huỳnh Đức (chữ Hán: 阮黃德; 1748 - 1819) là danh tướng và là công thần khai quốc của nhà Nguyễn. Ông là một trong số các võ quan cao cấp đầu triều Nguyễn, từng giữ chức Tổng trấn của cả Bắc Thành lẫn Gia Định Thành.

## Thân thế
Trước ông có tên là Huỳnh Tường Đức (黃祥德), sau nhờ lập được nhiều công lao nên được ban quốc tính họ Nguyễn, từ đó ông có họ kép là Nguyễn Huỳnh , sinh trưởng tại giồng Cái Én, làng Trường Khánh, châu Định Viễn, dinh Long Hồ (nay thuộc phường Khánh Hậu, thành phố Tân An, tỉnh Long An).
Ông xuất thân trong một gia đình quan võ, ông nội là Huỳnh Châu, cha là Huỳnh Lương, đều theo phò chúa Nguyễn và đều được phong chức Cai đội. Năm 1731, cha và ông nội theo Điều khiển Trương Phước Vĩnh tham gia đánh dẹp cuộc nổi loạn Sá Tốt. Sau khi dẹp yên, vua Chân Lạp hoảng sợ, xin đem hai vùng đất là Peam Mesar (Mỹ Tho) và Longhôr (Vĩnh Long) dâng cho chúa Nguyễn Phúc Chu. Để tiện việc coi giữ, vị chúa này cho lập châu Định Viễn, dựng dinh Long Hồ, bổ nhiệm quan lại rồi đưa thêm dân Việt đến khai hoang lập nghiệp. Từ đó, gia đình ông ở lại khai khẩn và lập nghiệp tại nơi sinh ra ông.

## Sự nghiệp

Chân dung Nguyễn Huỳnh Đức

Nguyễn Huỳnh Đức là người có "dung mạo khôi ngô, khỏe mạnh hơn người, ai cũng coi ông là hổ tướng". Năm 1781, ông gia nhập vào đội quân Đông Sơn của Đỗ Thanh Nhơn. Sau, mặc dù chủ tướng bị chúa Nguyễn Phúc Ánh giết chết, nhưng Nguyễn Huỳnh Đức vẫn được lưu dùng.
Năm Nhâm Dần (1782), ông được phong chức Tiền quân. Từ đó về sau, cuộc đời ông gắn chặt với chúa Nguyễn. Có lần, Nguyễn Phúc Ánh bị quân Tây Sơn truy đuổi đến Định Tường thì bị sa lầy, chỉ mỗi một mình ông dám trở lại cứu chúa. Lúc ấy trời vừa chạng vạng tối, quân Tây Sơn sợ bị mai phục nên rút lui. Trong đêm đó, vì quá mỏi mệt, Nguyễn Phúc Ánh đã gối đầu lên đùi ông ngủ mê man... Cảm động, Nguyễn Phúc Ánh ban cho ông "quốc tính" và xem ông như người trong hoàng tộc. Từ đó, ông mang tên là "Nguyễn Huỳnh Đức" như đã kể trên.
Năm 1783, ông đánh nhau với quân Tây Sơn ở Đông Tuyên, nhưng bị thua, bị bắt cùng với 500 thuộc hạ. Chỉ huy quân Tây Sơn là Nguyễn Huệ thấy ông khỏe mạnh, nên thu dùng. Ông chịu theo Tây Sơn nhưng có lời giao kết là ông chỉ đánh quân Trịnh, chứ không đánh nhau với quân của chúa Nguyễn.

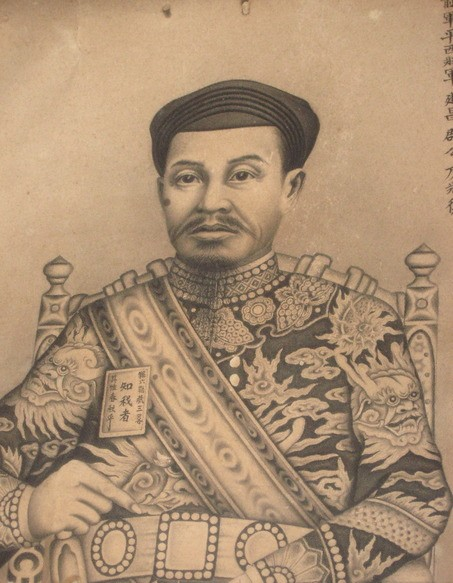
Tranh thờ Nguyễn Huỳnh Đức

Năm 1786, Nguyễn Huỳnh Đức theo Nguyễn Huệ ra Bắc Hà đánh nhau với quân Trịnh, rồi về làm Phó tướng cho Nguyễn Văn Duệ. Ông Duệ trước là tướng tâm phúc của Nguyễn Nhạc nên không thích ở dưới quyền của Nguyễn Huệ. Muốn lợi dụng việc này để trốn về với chúa Nguyễn, Nguyễn Huỳnh Đức bàn với Nguyễn Văn Duệ rằng hãy theo đường tắt mà lẻn về với Nguyễn Nhạc. Tin lời, ông Duệ dẫn hơn 5000 quân băng rừng rậm về Quy Nhơn. Trên đường, Nguyễn Huỳnh Đức lựa dịp trốn sang Vạn Tượng rồi qua Xiêm La (Thái Lan). Nhưng khi ông đến nơi, chúa Nguyễn đã về Gia Định. Vua Xiêm La muốn giữ lại, nhưng ông cương quyết về với chúa Nguyễn.
Năm 1799, ông được thăng chức Chưởng quản Hữu quân dinh, ra đánh lấy được Phan Rí, rồi Thị Nại (Bình Định). Năm sau, ông dẫn quân đánh hạ được thành Quy Nhơn, rồi được cử vào Nam cai quản xứ Định Tường. Sau khi Nguyễn Phúc Ánh chiếm thành Phú Xuân, giao ông trấn giữ thành Quy Nhơn.
Năm 1802, Nguyễn Phúc Ánh lên ngôi vua, lấy hiệu là Gia Long, Nguyễn Huỳnh Đức được phong Quận công.
Năm 1810, ông được làm Tổng trấn Bắc thành kiêm Khâm sai Chưởng tiền quân. Năm 1816, ông trở về Nam làm Tổng trấn Gia Định cùng với Hiệp Tổng trấn Trịnh Hoài Đức, cai quản toàn miền Nam.
Ngày 9 tháng 9 năm Kỷ Mão (tức 27 tháng 10 năm 1819), ông mất khi đang tại chức, thọ 71 tuổi, an táng tại nơi quê nhà và được thờ tại miếu Trung hưng công thần tại kinh đô Huế.
Năm Minh Mạng thứ 12 (1831), ông được truy tặng là Kiến Xương Quận công. Ông có bốn người con trai đều là võ quan, trong số đó có hai người là rể của vua Gia Long.

## Di tích Lăng Nguyễn Huỳnh Đức

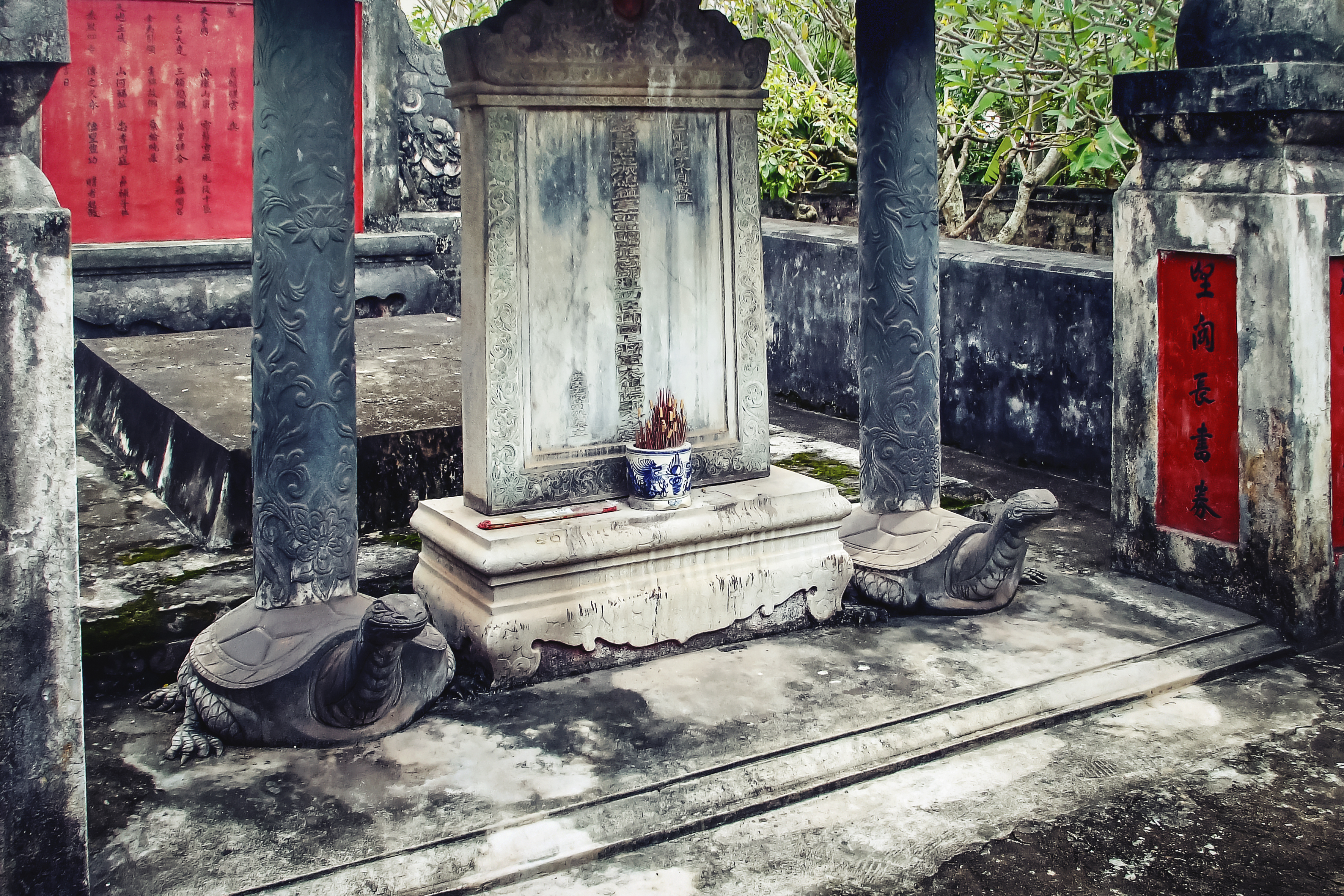
Bía đá và ngôi mộ hình hộp chữ nhật của Nguyễn Huỳnh Đức.

Ngày giỗ Đức Tiền Quân tại đình Long An.

Hiện nay, nơi quê quán của Nguyễn Huỳnh Đức ở Long An, có đền và mộ của ông, được dòng tộc giữ gìn khá tốt. Ngôi điện lợp ngói lưu ly xanh được gia tộc xây dựng năm 2000 theo bản vẽ của Kiến trúc sư Nguyễn Bá Lăng, nguyên Viện trưởng Viện Khảo cổ Sài Gòn.
Tại đây có bức họa truyền thần được vẽ từ năm 1802 (ảnh), bộ ván độc mộc dài 3,4 m - rộng 1,8 m - dày 0,14 m, vốn là vật dụng của ông. Bên trong đền còn có 3 bộ lỗ bộ (đồ binh khí), lọng và 4 cặp liễn đối ca ngợi công trạng ông do vua Gia Long ngự ban. Ở cuối chánh điện có khám thờ với bức đại tự do vua Tự Đức đề tặng vào năm 1854. Bên trong đền còn lưu giữ chiếc hộp sơn son đựng tám bản chiếu, chỉ, chế, sắc của nhiều vua Nguyễn phong tặng. Đặc biệt, nơi điện thờ còn lưu giữ đoản kỷ do vua Xiêm La ban tặng vào năm 1789, khi ông đi sứ qua đó; một khánh lệnh bằng đồng do vua Gia Long ban tặng vào năm 1819.
Cách không xa đền là khu lăng mộ Nguyễn Huỳnh Đức được xây dựng từ thời Nguyễn, với nhiều cây sứ cổ thụ. Trước mộ có tấm bia đá cao 1,56 m - rộng 0,95 m được mang từ Huế vào. Mộ đấp nấm hình hộp: dài 3,4 m - rộng 2,7 m - cao 0,3 m (ảnh). Sau ngôi mộ là bình phong lớn có viết bài Thọ Phần Minh. Tất cả, được che chắn bằng những bức tường đá ong kiên cố. Trong khuôn viên này có cả thảy 9 cặp liễn đối, một bài minh, một bức bình phong bằng đá ong cao 3 m, có đắp nổi hoa văn hình cây đại thụ che mát cho đôi hươu...
Năm 1993, toàn thể khu di tích trên, được Bộ Văn hóa Thông tin công nhận là "di tích lịch sử cấp Quốc gia" theo số quyết định 534-QĐ/BT ký ngày 11 tháng 5 năm 1993 .

## Đường phố
Tên ông đặt được đặt tên cho các đường phố sau:
- Một con đường ở Phường Khánh Hậu, Thành phố Tân An, Long An.
- Một con đường ở Phường Vĩnh Thanh, Thành phố Rạch Giá, Kiên Giang.
- Một con đường ở Phường 2 và Phường 3, Thành phố Mỹ Tho, Tiền Giang.
- Một con đường ở Phường 1, Thành phố Vĩnh Long, Vĩnh Long.

Ở Thành phố Hồ Chí Minh trước năm 1985 có tới hai con đường mang tên Nguyễn Huỳnh Đức. Đường Nguyễn Huỳnh Đức của Đô thành Sài Gòn cũ hiện nay là đường Trần Tuấn Khải ở quận 5, còn đường Nguyễn Huỳnh Đức của tỉnh Gia Định cũ nay là đường Huỳnh Văn Bánh ở quận Phú Nhuận. Điều đặc biệt là cả hai con đường mang tên Nguyễn Huỳnh Đức này đều bị đổi tên vào cùng ngày 4 tháng 4 năm 1985. Ngoài ra trước năm 1976, quận 5 còn có phường Nguyễn Huỳnh Đức, ngày nay là địa bàn các phường 5 và 6 của quận 5.